# Школа № 2054
Школа № 1278 — московская школа с углублённым изучением английского языка, биологии и химии.
В настоящее время является структурным подразделением ГБОУ "Школа №2054" и является участником программы "Медицинский класс в Московской школе".

## Известные ученики
В этой школе, в то время мужская школа № 170 г. Москвы (ранее — № 49, сейчас — № 1278) с 1948 по 1958 год учился Андрей Миронов.
Также в школе учились — Василий Ливанов, Евгений Светланов, Илья Рутберг, Эдвард Радзинский, Марк Розовский, Наталья Защипина, Александр Леньков, Людмила Петрушевская, Анастасия Вертинская, Эльза Леждей, Геннадий Гладков, Вячеслав Артёмов, Владимир Цветов, Пётр Налич, теннисистки Наталья Чмырёва, Юлия и Алла Сальниковы, Валерий Гавричкин, София Титлина.
В этой школе также учились Александр Арский (сын поэта П. А. Арского), Всеволод Багрицкий (сын поэта Эдуарда Багрицкого), известный политик Елена Георгиена Боннэр и др. О талантливых мальчиках своего поколения этой школы сама Боннэр рассказывает в своей книге «Дочки-матери».